# Persone di nome Blake
| Questa pagina contiene informazioni ricavate automaticamente dalle voci biografiche con l'ausilio del template Bio e di un bot. L'aggiornamento è periodico e automatico e ricostruisce completamente la pagina. Se manca una persona in questa lista, sei pregato di non aggiungerla, ma accertati piuttosto che la sua voce biografica contenga il template Bio e che i dati anagrafici siano correttamente compilati. Se il template Bio manca, inseriscilo tu stesso o, in alternativa, metti l'avviso {{tmp\|Bio}} che ne segnala la mancanza. Se i dati riportati sono sbagliati, correggi direttamente la voce biografica; le modifiche saranno visibili in questa lista entro pochi giorni. Per chiarimenti vedi il progetto antroponimi. La lista contiene solo le 67 persone che sono citate nell'enciclopedia e per le quali è stato implementato correttamente il template Bio. Pagina aggiornata al 6 ago 2025. |

Questa è una lista di persone presenti nell'enciclopedia che hanno il nome Blake, suddivise per attività principale.

## Attori(19)
- Blake Anderson, attore, autore televisivo e doppiatore statunitense (Contea di Sacramento, n. 1984)
- Blake Bashoff, attore statunitense (Filadelfia, n. 1981)
- Blake Berris, attore statunitense (Minneapolis, n. 1984)
- Blake Clark, attore, doppiatore e sceneggiatore statunitense (Macon, n. 1946)
- Blake Cooper, attore statunitense (Atlanta, n. 2001)
- Blake Davis, attore australiano (Sydney, n. 1990)
- Blake Foster, attore statunitense (Northridge, n. 1985)
- Blake Garrett, attore statunitense (Austin, n. 1992)
- Blake Heron, attore statunitense (Sherman Oaks, n. 1982 - Los Angeles, † 2017)
- Blake Hood, attore statunitense (n. 1985)
- Blake Jenner, attore e cantante statunitense (Miami, n. 1992)
- Blake Jones, attore statunitense (Atlanta)
- Blake McIver Ewing, attore e cantante statunitense (Los Angeles, n. 1985)
- Blake Michael, attore, cantante e modello statunitense (Atlanta, n. 1996)
- Blake Ritson, attore, doppiatore e regista britannico (Londra, n. 1978)
- Blake Roman, attore e doppiatore statunitense (Erie, n. 1995)
- Blake Shields, attore statunitense (Ithaca)
- Blake e Dylan Tuomy-Wilhoit, attore statunitense (Los Angeles, n. 1990)
- Blake Woodruff, attore statunitense (Flagstaff, n. 1995)

## Attori pornografici(1)
- Blake Harper, ex attore pornografico canadese (Windsor, n. 1968)

## Attrici(1)
- Blake Lively, attrice statunitense (Los Angeles, n. 1987)

## Attrici pornografiche(1)
- Blake Blossom, attrice pornografica statunitense (California, n. 2000)

## Batteristi(1)
- Blake Fleming, batterista statunitense

## Calciatori(2)
- Blake Brettschneider, ex calciatore statunitense (Lilburn, n. 1989)
- Blake Smith, ex calciatore statunitense (Boerne, n. 1991)

## Cantanti(2)
- Blake Lewis, cantante statunitense (Redmond, n. 1981)
- Blake Shelton, cantante, musicista e personaggio televisivo statunitense (Ada, n. 1976)

## Cestiste(1)
- Blake Dietrick, cestista statunitense (Wellesley, n. 1993)

## Cestisti(8)
- Blake Griffin, ex cestista statunitense (Oklahoma City, n. 1989)
- Blake Hamilton, cestista statunitense (Pasadena, n. 1994)
- Blake Jones, cestista australiano (Canberra, n. 2002)
- Blake Marquardt, cestista statunitense (Oshkosh, n. 1997)
- Blake Reynolds, ex cestista statunitense (Jackson, n. 1996)
- Blake Schilb, cestista e allenatore di pallacanestro statunitense (Rantoul, n. 1983)
- Blake Stepp, ex cestista statunitense (Eugene, n. 1982)
- Blake Wesley, cestista statunitense (South Bend, n. 2003)

## Ciclisti su strada(1)
- Blake Quick, ciclista su strada e pistard australiano (Brisbane, n. 2000)

## Compositori(1)
- Blake Neely, compositore, arrangiatore e direttore d'orchestra statunitense (Paris, n. 1969)

## Danzatori(1)
- Blake McGrath, ballerino, cantante e attore canadese (Mississauga, n. 1983)

## Giocatori di baseball(2)
- Blake Snell, giocatore di baseball statunitense (Seattle, n. 1992)
- Blake Swihart, giocatore di baseball statunitense (Bedford, n. 1992)

## Giocatori di football americano(12)
- Blake Bell, giocatore di football americano statunitense (Wichita, n. 1991)
- Blake Brockermeyer, ex giocatore di football americano statunitense (Fort Worth, n. 1973)
- Blake Cashman, giocatore di football americano statunitense (Eden Prairie, n. 1996)
- Blake Corum, giocatore di football americano statunitense (Marshall, n. 2000)
- Blake Countess, giocatore di football americano statunitense (Owings Mills, n. 1993)
- Blake Ferguson, giocatore di football americano statunitense (n. 1997)
- Blake Fisher, giocatore di football americano statunitense (Avon, n. 2003)
- Blake Freeland, giocatore di football americano statunitense (Herriman, n. 2001)
- Blake Gillikin, giocatore di football americano statunitense (Atlanta, n. 1998)
- Blake Grupe, giocatore di football americano statunitense (Sedalia, n. 1998)
- Blake Jarwin, giocatore di football americano statunitense (Oklahoma City, n. 1994)
- Blake Martinez, giocatore di football americano statunitense (Tucson, n. 1994)

## Informatici(1)
- Blake Ross, informatico statunitense (n. 1985)

## Medici(1)
- Bransby Blake Cooper, medico e chirurgo inglese (Great Yarmouth, n. 1792 - Londra, † 1853)

## Nuotatori(1)
- Blake Pieroni, nuotatore statunitense (Crown Point, n. 1995)

## Pallavoliste(1)
- Blake Mohler, pallavolista statunitense (Ocean Springs, n. 1995)

## Pallavolisti(1)
- Blake Leeson, pallavolista statunitense (Mequon, n. 1995)

## Pattinatori di short track(1)
- Blake Skjellerup, pattinatore di short track neozelandese (Christchurch, n. 1985)

## Poeti(1)
- Blake Morrison, poeta e scrittore inglese (Skipton, n. 1950)

## Politici(1)
- Blake Moore, politico statunitense (Ogden, n. 1980)

## Rapper(1)
- Chillinit, rapper australiano (Hurstville, n. 1993)

## Rugbisti a 15(1)
- Blake Gibson, rugbista a 15 neozelandese (Auckland, n. 1995)

## Scrittori(3)
- Blake Crouch, scrittore statunitense (Statesville, n. 1978)
- Blake Masters, scrittore, regista e produttore cinematografico statunitense (New York, n. 1970)
- Blake Nelson, scrittore statunitense (Chicago, n. 1960)

## Tuffatori(1)
- Blake Aldridge, tuffatore britannico (Lambeth, n. 1982)